# Matija Kvasina
Matija Kvasina (Nova Gradiška, Comtat de Brod-Posavina, 14 de desembre de 1981) és un ciclista croat, ja retirat, que fou professional entre el 2004 i el 2017. En el seu palmarès destaquen diferents campionats nacionals, tant en ruta com en contrarellotge.
El 2017, després de guanyar la Fletxa del sud i el campionat de Croàcia en contrarellotge, la UCI el va suspendre perquè va donar positiu per un estimulant. Se li imposà una sanció de quatre anys, fins al 2 de juliol de 2021 i va perdre els resultats obtinguts a partir del 24 de maig de 2017.

## Palmarès
- 2003
  - Vencedor d'una etapa a la Volta a Hongria
- 2004
  -  Campió de Croàcia en contrarellotge
- 2005
  -  Campió de Croàcia en ruta
  - 1r a la Volta a Sèrbia i vencedor d'una etapa
- 2006
  -  Campió de Croàcia en contrarellotge
  - 1r a la Praga-Karlovy Vary-Praga
  - Vencedor d'una etapa a la Volta a Cuba
- 2007
  -  Campió de Croàcia en contrarellotge
  - 1r a la Gran Premi Palio del Recioto
  - Vencedor d'una etapa a la Cursa de Solidarność i els Atletes Olímpics
- 2008
  -  Campió de Croàcia en contrarellotge
  - 1r a la Clàssica Belgrad-Čačak
- 2010
  -  Campió de Croàcia en contrarellotge
  - 1r a la Völkermarkter Radsporttage
- 2011
  - 1r al Central European Tour: Miskolc GP
  - 1r a la Banja Luka-Belgrad II
- 2012
  - 1r a la Volta a Romania i vencedor d'una etapa
  - Vencedor de 2 etapes al Tour de Szeklerland
- 2013
  -  Campió de Croàcia en contrarellotge
  - Vencedor d'una etapa a la Okolo jižních Čech
- 2014
  - 1r al Roine-Alps Isera Tour
- 2015
  -  Campió de Croàcia en contrarellotge
- 2016
  -  Campió de Croàcia en contrarellotge
  - 1r al Tour de Croàcia
- 2017
  -  Campió de Croàcia en contrarellotge
  - 1r a la Fletxa del sud